# Grevillea uncinulata
Grevillea uncinulata är en tvåhjärtbladig växtart. Grevillea uncinulata ingår i släktet Grevillea och familjen Proteaceae. Utöver nominatformen finns också underarten G. u. uncinulata.